# Liberty (Missouri)
Liberty ist eine Stadt im US-Bundesstaat Missouri und liegt in der Metropolregion Kansas City. Sie ist der Verwaltungssitz des Clay County. Gemäß Volkszählung aus dem Jahr 2020 hatte die Stadt 30.167 Einwohner.

## Geschichte
Liberty wurde 1822 besiedelt und wurde kurz darauf zum County Seat von Clay County. Die Stadt wurde nach dem amerikanischen Begriff für Freiheit (Liberty) benannt.
Im Jahr 1830 gründete David Rice Atchison eine Anwaltskanzlei in Liberty. Drei Jahre später schloss sich ihm sein Kollege Alexander William Doniphan an. Die beiden vertraten die Rechte der mormonischen Siedler im Jackson County, dienten dem Nordwesten Missouris in der Generalversammlung von Missouri und setzten sich für die Erweiterung der Grenzen von Missouri um den Platte Purchase ein.
Im Oktober 1838 erhielten die beiden von Gouverneur Lilburn Boggs den Auftrag, den Mormonenpropheten Joseph Smith Jr. in der Far West-Siedlung im Caldwell County zu verhaften. Unmittelbar nach dem Ende des Mormonenkriegs (ein Konflikt zwischen Mormonen und Nicht-Mormonen in Missouri) wurden Smith und andere Mormonenführer für den Winter im Gefängnis Liberty eingekerkert, während Doniphan sich für einen schnelleren Verhandlungstermin einsetzte. Obwohl Doniphan eine Truppe von Missouri-Freiwilligen anführte, die den Auftrag hatte, die Anführer gefangen zu nehmen, verteidigte er Joseph Smith im Prozess und erwirkte einen Wechsel des Verhandlungsortes. Während sie auf dem Weg zum neuen Gerichtsort waren, entkamen Smith und seine Anhänger und verließen Missouri in Richtung einer neuen Mormonensiedlung in Nauvoo (Illinois).

## Demografie
Nach einer Schätzung von 2019 leben in Liberty 32.100 Menschen. Die Bevölkerung teilt sich im selben Jahr auf in 91,4 % Weiße, 4,1 % Afroamerikaner, 0,4 % amerikanische Ureinwohner, 0,8 % Asiaten und 2,2 % mit zwei oder mehr Ethnizitäten. Hispanics oder Latinos aller Ethnien machten 5,8 % der Bevölkerung aus. Das mittlere Haushaltseinkommen lag bei 76.577 US-Dollar und die Armutsquote bei 7,6 %.
| Jahr | Einwohner¹ |
| ---- | ---------- |
| 1950 | 4.709      |
| 1960 | 8.909      |
| 1970 | 13.704     |
| 1980 | 16.251     |
| 1990 | 20.459     |
| 2000 | 26.232     |
| 2010 | 29.149     |
| 2020 | 30.167     |

¹ 1950 – 2020: Volkszählungsergebnisse

## Bildung
In Liberty befindet sich das William Jewell College, eine private Hochschule. Sie wurde 1849 von Mitgliedern der Missouri Baptist Convention gegründet.

## Söhne und Töchter der Stadt
- Gatewood Lincoln (1875–1957), Marineoffizier
- Craig Stevens (1918–2000), Schauspieler
- Julia Hirschberg (* 1950), Informatikerin und Hochschullehrerin
- Shea Groom (* 1993), Fußballspielerin